# Chasse à la baleine

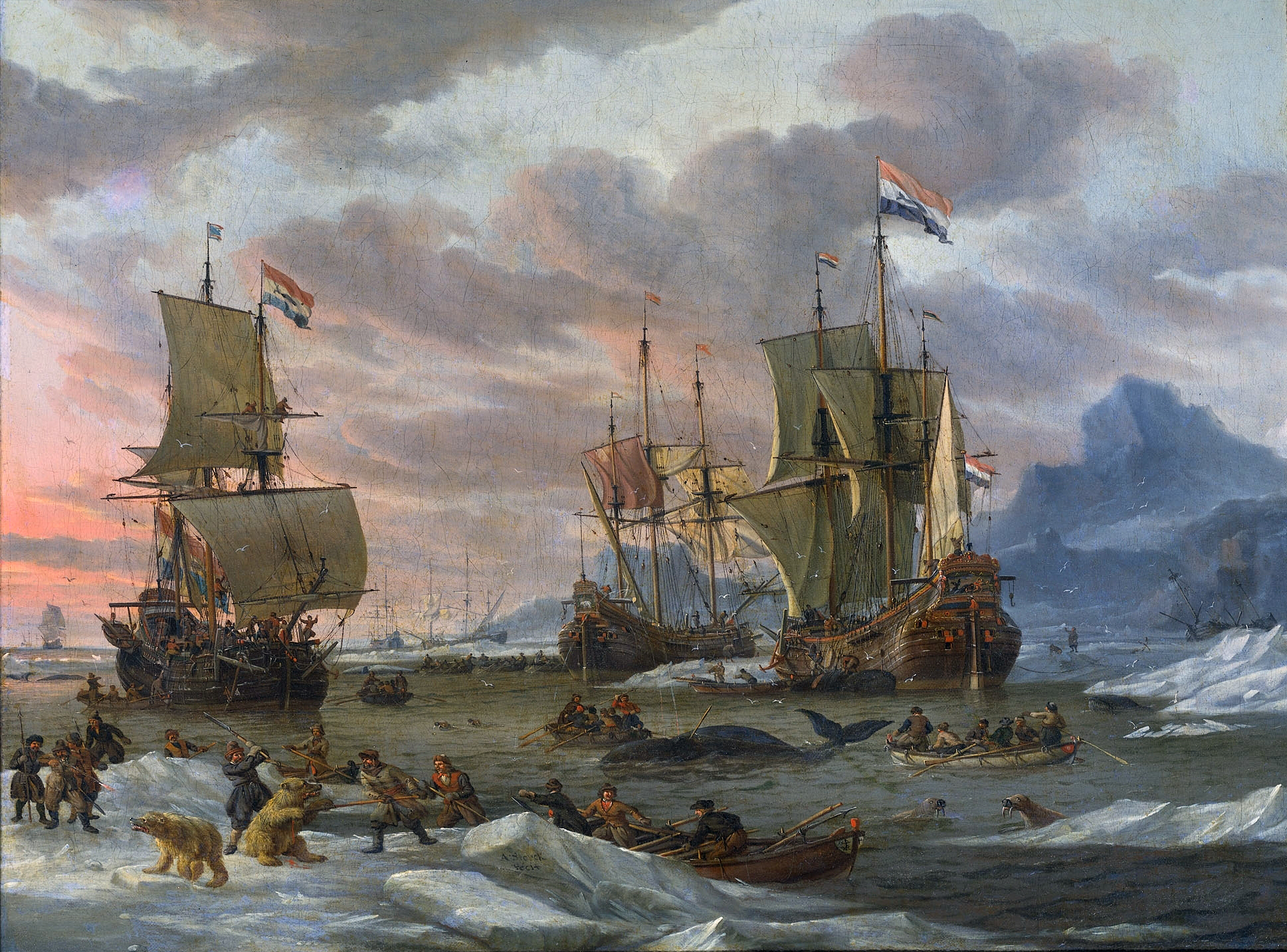
Chasse à la baleine, Abraham Storck.

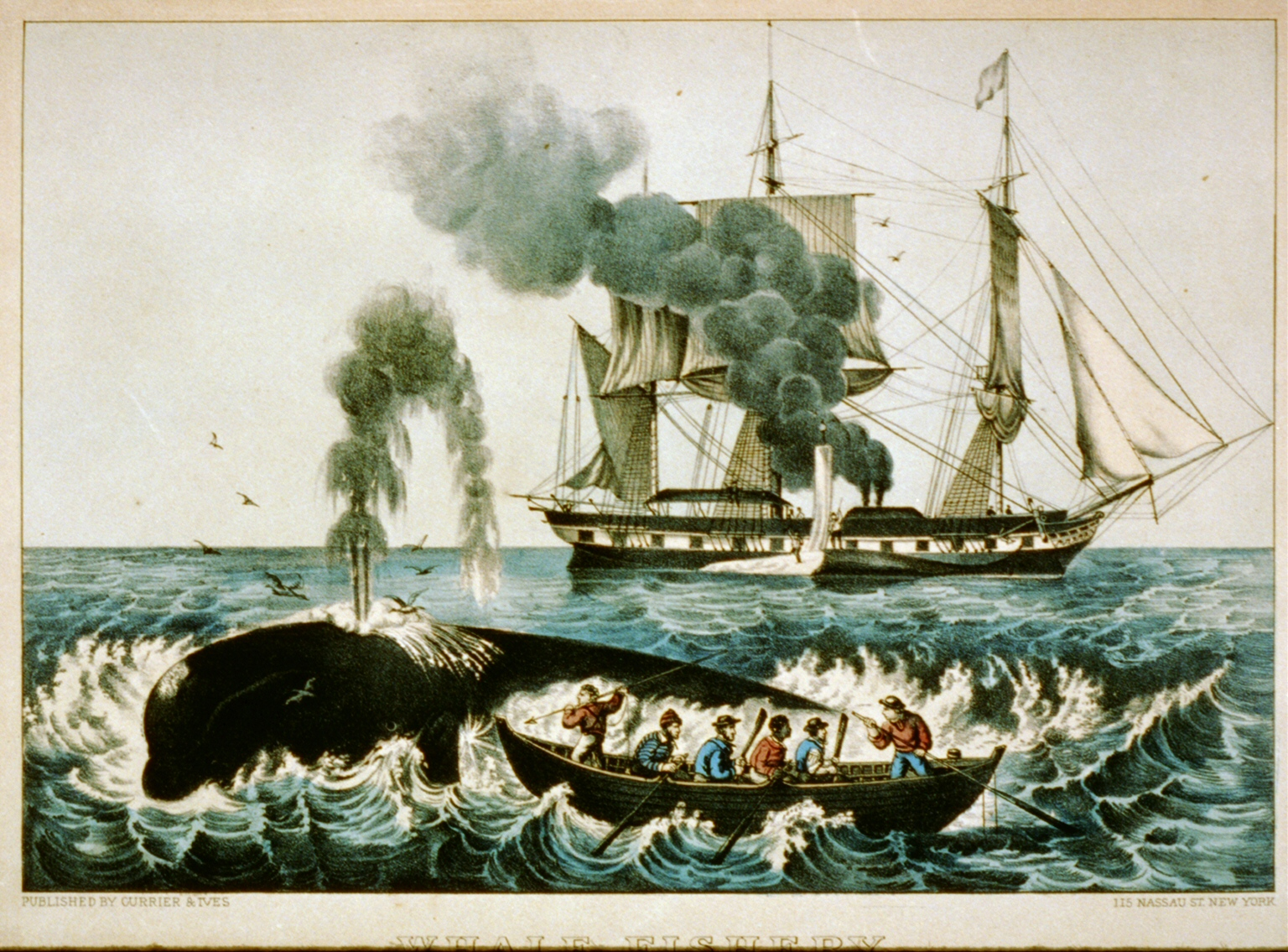
Scène de chasse à la baleine, XIXe siècle

La chasse à la baleine, aussi appelée pêche à la baleine ou pêche de la baleine,, a eu lieu dans les nombreuses régions du monde où les baleines vivent. Sur les 80 à 90 espèces composant le sous-ordre des cétacés, environ une dizaine est exploitée pour la chasse. La grande taille de ces mammifères marins présente l'avantage d'apporter des quantités considérables de nourriture mais sa chasse est particulièrement dangereuse, sauf avec l'assistance des moyens techniques modernes. Elle a aussi surexploité sa propre ressource et fait disparaître quelques espèces de tout ou partie de leur aire de répartition. Dans plusieurs régions du monde, le tourisme consacré à l'observation des baleines et la chasse photographique (qui lui est associée et qui présente aussi un intérêt scientifique) sont devenus plus rentables que leur chasse, apparaissant comme des formes de valorisation nouvelles et durables de cette ressource naturelle,.

## Préhistoire
Plusieurs représentations pariétales de cétacés, dans le Sud-Ouest de la France et en Espagne, ont été reconnues comme telles. Dans cette même région, l'utilisation d'os de baleine est bien attestée au Magdalénien (en particulier entre 20 et 14 000 ans avant aujourd'hui), toutefois rien n'atteste encore d'une prédation active. 
En 2004, l'origine préhistorique de la chasse à la baleine a été soutenue par l'identification de gravures rupestres en Corée du Sud (site de Bangudae, au bord de la baie d'Ulsan, sur la mer du Japon), datant de plusieurs millénaires av. J.-C. On y trouve de nombreuses représentations de cétacés et des gravures interprétées comme des scènes de chasse (harpon dessiné en superposition avec une silhouette de baleine par exemple). On a pu y identifier la baleine du Pacifique Nord et peut-être des baleines grises.
Cette pratique aurait disparu de Corée avec le bouddhisme coréen, sous l'influence duquel des décrets royaux interdisaient la mise à mort de créatures vivantes dès le VIe siècle.
Ces éléments ont poussé à réinterpréter certaines données archéologiques provenant de France, d'Espagne ou d'Europe du Nord et la présence d'ossements de cétacés sur des sites paléolithiques (dont de nombreux dauphins et marsouins dont il était difficile de déterminer s'ils provenaient de chasses ou de récupération de carcasses échouées), qui pourrait repousser les premières traces de chasse à la baleine aux environs du Ve millénaire av. J.-C. ; toutefois aucune preuve directe n'est encore établie. 

## Histoire

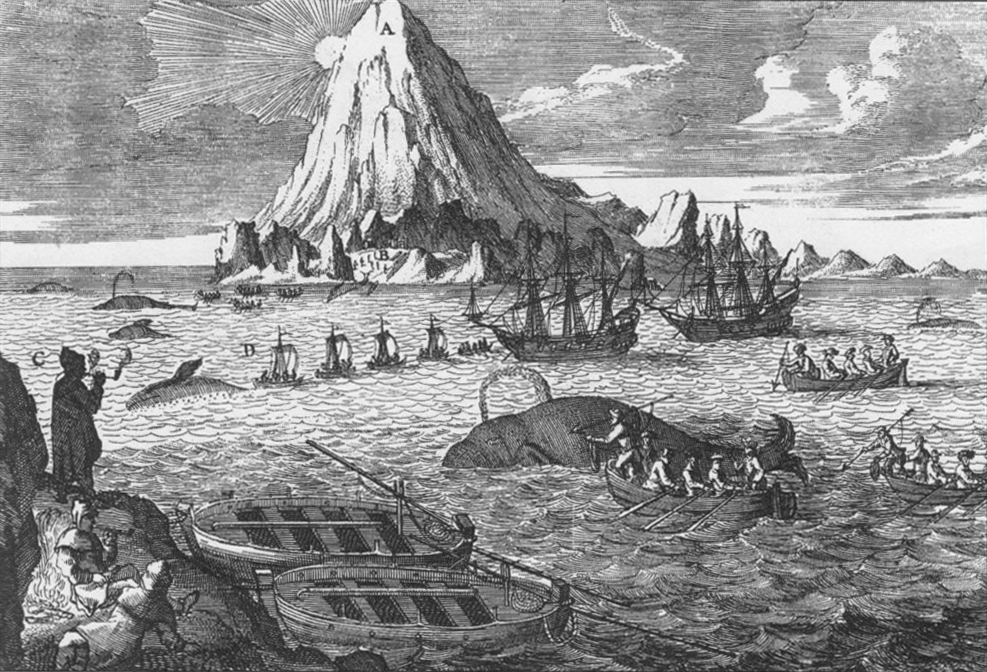
Gravure du XVIIIe siècle montrant des scènes de chasse à la baleine boréale par des Néerlandais à proximité de l'île Jan Mayen et du Beerenberg.

### Chasse traditionnelle
Durant l'Antiquité, la chasse à la baleine en mer Méditerranée aurait conduit à la disparition des baleines franches et baleines grises de ces eaux,.
Les premières traces historiques généralement admises sont des documents qui attestent la chasse à la baleine par les Basques au XIe siècle et un poème japonais [Lequel ?] antérieur au Xe siècle qui évoque la capture de cétacés.
Les baleines ciblées étaient des baleines franches :
- La baleine franche de l'Atlantique nord (Eubalaena glacialis),
- La baleine franche du Pacifique Nord (Eubalaena japonica).

Ces animaux nagent lentement (ce qui en facilite la poursuite) et leurs carcasses (contrairement à celles des rorquals) flottent naturellement en surface (ce qui en facilite la récupération et l'exploitation, d'où leur nom de franche).
La chasse traditionnelle a pu revêtir une grande importance vivrière notamment pour les peuples arctiques, pour lesquels elle était également une activité rituelle. On la retrouve aussi sous les tropiques, par exemple dans les Caraïbes et au Vietnam. Dans l'île de Lembata en Indonésie, il existe deux villages qui pratiquent encore la chasse à la baleine de façon traditionnelle. Mais aussi par les Basques qui furent les premiers à chasser la baleine franche (aussi appelé la baleine basque) en Atlantique Nord dès le XIe siècle.

### Chasse industrielle

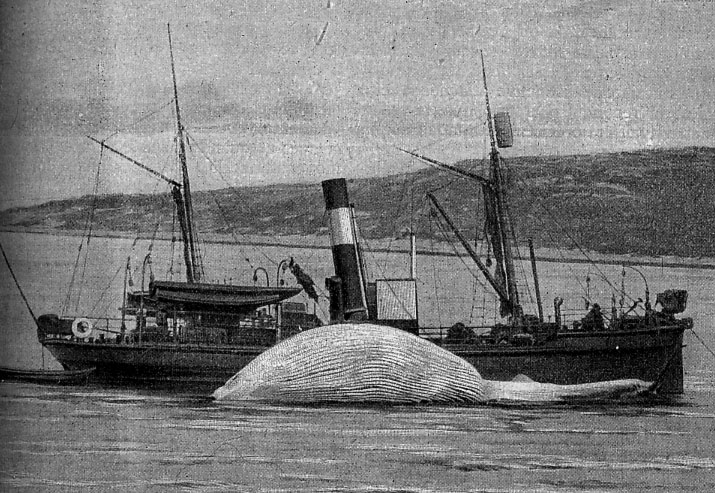
Amarrée au navire baleinier et gonflée à l'air comprimé pour qu'elle ne coule pas, la baleine sera remorquée jusqu'au chantier de dépeçage. Photographie prise vers 1900.

La chasse aux cétacés est critiquée plus de cent ans avant l'arrivée de la chasse industrielle : par exemple, Bernard Germain de Lacépède dénonce le massacre menaçant ces espèces, essentiellement causé par les gains engendrés par cette chasse.

« C'est ainsi que les géants des géants sont tombés sous ses armes ; et comme son génie est immortel, et que sa science est maintenant impérissable, parce qu'il a pu multiplier sans limites les exemplaires de sa pensée, ils ne cesseront d'être les victimes de son intérêt, que lorsque ces énormes espèces auront cessé d'exister. C'est en vain qu'elles fuient devant lui : son art le transporte aux extrémités de la terre ; elles n'ont plus d'asyle que dans le néant. »

— Bernard Germain de Lacépède, Histoire naturelle des cétacés, 1804
Dès le XVIe siècle, la chasse à la baleine est l'un des motifs majeurs de la colonisation basque des Amériques, notamment autour du Labrador et de l'île de Terre-Neuve. La pratique de la chasse à la baleine a connu un essor notable avec la mise en œuvre de moyens industriels considérables (en particulier les flottes de navires baleiniers provenant d'Europe et de Russie) au XIXe siècle. L'huile de baleine était le principal produit de cette chasse, servant d'abord à l'éclairage public, avant l'invention de l'éclairage au gaz ou des lampes à pétrole, mais aussi pour huiler les laines avant le peignage, comme lubrifiant de machines ou pour la fabrication de margarine ou de savon. Dès les années 1930, la valeur de l'huile de cachalot, utilisée comme lubrifiant, et celle des fanons, était devenue négligeable. Les os et la chair étaient utilisés à grande échelle pour faire de l'engrais; on pouvait aussi utiliser la chair comme fourrage pour le bétail, et les os pour fabriquer du charbon.

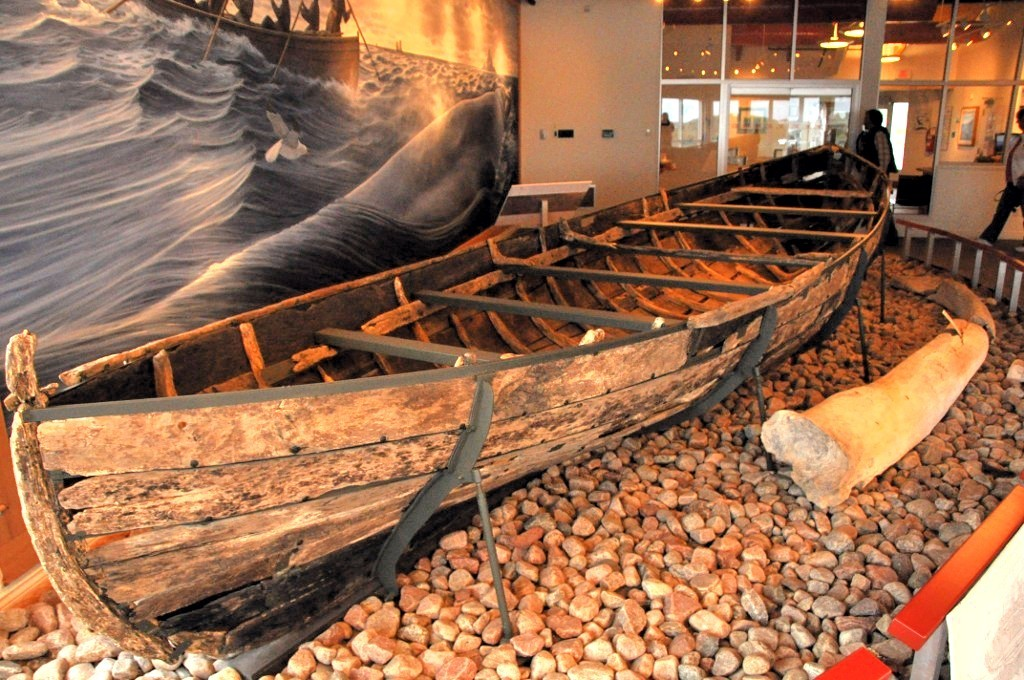
La baleinière basque renflouée exposée au musée du Lieu historique national de Red Bay, station baleinière basque du XVIe siècle, située dans l'actuelle province canadienne de Terre-Neuve-et-Labrador.

Au milieu du XIXe siècle, plus de 150 baleiniers américains naviguent ainsi dans l'océan Arctique, recueillant plus de 200 000 tonneaux d'huile en une seule saison. La pêcherie américaine décline cependant progressivement, au profit notamment des Norvégiens, qui dans les années 1930 fournissaient 70 % de la production mondiale d'huile de baleine. En mars 1929, le baleinier norvégien Sir James Clark Ross débarque à New York après un périple de sept mois dans l'océan Antarctique, ramenant un record de 51 000 tonneaux d'huile, évalués à un million et demi de dollars d'alors. Il s'agissait alors du plus gros baleinier de l'époque, suivis du Larsen, nommé après le chasseur de baleines norvégien Carl Anton Larsen (1860-1924; c'est le fondateur de la base de Grytviken en Géorgie du Sud ainsi que de la Compañía Argentina de Pesca), et du N. T. Nielsen-Alonso (no). Pendant cette période, la chasse à la baleine devient de plus en plus industrielle et massive. On estime ainsi qu'environ mille baleines par an étaient tuées en 1900, contre 15 000 à 20 000 à la veille de la Première Guerre mondiale, chiffre qui décline ensuite pour remonter dès le milieu des années 1920 à une fourchette comprise entre 20 000 et 30 000 baleines par an. Cela poussa le Conseil international pour l'exploration de la mer à étudier la question, en collaboration avec la Société des Nations (SDN), et à envisager, dès la fin des années 1920, une convention internationale, qui ne verra le jour qu'en 1946 avec la Convention internationale pour la règlementation de la chasse à la baleine.
La guerre russo-japonaise (1904-1905) va modifier le rapport de force entre les deux pays, les baleiniers russes se voyant chassés des eaux entourant la péninsule coréenne, le Japon pouvant développer sa flotte lui donnant l'accès aux ressources baleinières de la mer du Japon et d'une partie du Pacifique Nord Ouest. Par ailleurs, en 1920 le traité concernant le Spitzberg, qui reconnaît la souveraineté de la Norvège sur le Spitzberg, contient diverses dispositions au sujet des droits de pêche. Neuf ans plus tard, l'île Jean Mayen, à 500 km du Groenland, est également annexée par la Norvège.
Dans cette période, on a vu les moyens passer par des étapes technologiques importantes :
- voiliers à vapeur, tels que le Aurora, construit à Glasgow en 1876 pour le compte de la Dundee Seal and Whale Fishing Company;
- navires susceptibles de s'attaquer à des baleines de haute mer ;
- constitution de flottilles pour optimiser l'exploitation de zones particulièrement riches ou de zones de migration ;
- utilisation du harpon propulsé (à bord de barques ou à bord de navires de fort tonnage) ;
- utilisation du harpon à tête explosive (en), breveté en 1870 par le Norvégien Svend Foyn (1809-1894), qui fut aussi le premier à utiliser un baleinier à vapeur.
- invention des usines flottantes, afin de fabriquer l'huile de baleine en pleine mer, sans avoir besoin de base à terre. Celles-ci permirent d'exploiter des mers trop éloignées ou isolées, telle la mer de Ross en Antarctique. Les stations baleinières demeuraient néanmoins utiles, et expliquent les revendications territoriales sur les terres d'Antarctique, dont celles de la Nouvelle-Zélande sur la mer de Ross, en 1923, ou les annexions d'îles par le Royaume-Uni (Géorgie du Sud, Shetland du Sud, îles Sandwich du Sud et terre de Graham, suscitant des litiges avec l'Argentine), ou l'île Bouvet, à propos de laquelle le Royaume-Uni abandonna ses prétentions au profit de la Norvège [11]. Londres justifiait cela entre autres par l'utilité des produits baleiniers pour faire face à des besoins éventuels de guerre. Pour plus de détails, voir Géorgie du Sud#Les stations baleinières).

### Littérature
Le roman Moby-Dick d'Herman Melville retrace la poursuite de la baleine éponyme par le capitaine Achab, sur le baleinier le Pequod, depuis l'île de Nantucket dans l'Atlantique jusqu'au milieu de l'océan Pacifique.
Ce roman est inspiré des écrits d'Owen Chase Récit de l'extraordinaire et affligeant naufrage du baleinier Essex,.

## Intérêt économique de la chasse à la baleine

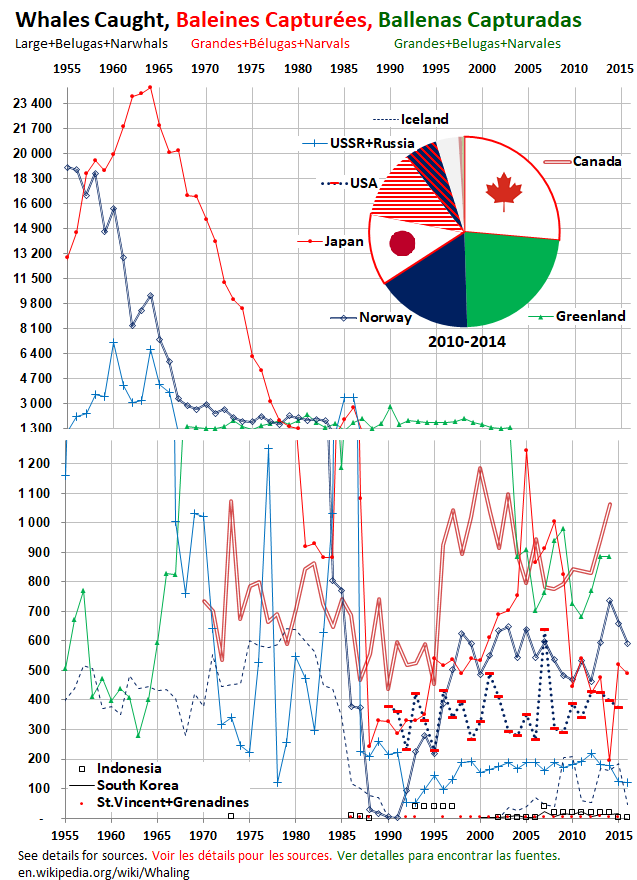
Chasse à la baleine 1955-2016

La chasse à la baleine attire pour plusieurs raisons économiques dont la première est évidemment la nourriture. Une seule baleine apporte plusieurs tonnes de viande (généralement consommée salée) qui représente d'importantes quantités de protéines et de graisses. L'huile avait également plusieurs emplois : chauffage, éclairage, et cuisine. L'huile de cachalot (sperm oil (en)) servait à lubrifier les rouages des machines travaillant à grande vitesse et demandant des mécanismes de haute précision. L'huile de Rorqual était utilisée pour l'éclairage public ; un Rorqual Bleu de 26 mètres produisait environ 27 tonnes d'huile. Les os étaient utilisés comme matériaux. Les fanons, grâce à leur résistance et leur flexibilité, étaient utilisés jusqu'au XIXe siècle pour fabriquer des baleines (d'où le nom) de parapluies, d'ombrelles et de corset. On tirait également parti du cuir ; il était tanné, puis utilisé pour confectionner des ceintures et des sangles, tandis que les intestins étaient séchés et réutilisés pour la confection de cordages. La graisse de l'animal était également employée dans l'élaboration de produits cosmétiques et pharmaceutiques. L'ambre gris, fourni par le cachalot, était exploité en parfumerie afin de fixer les parfums ; on lui a également prêté des vertus aphrodisiaques au XVIIe siècle. Enfin, le spermaceti, un composé chimique extrait du crâne du cachalot servait à fabriquer des bougies, des savons, ou entrait dans la composition de la margarine.

## L'impact sur les baleines
Mais l'augmentation du nombre de prises a conduit à une raréfaction de la ressource poursuivie. La moyenne annuelle d'animaux capturés, faible avant 1880, s'élève à 1 500 dès les années 1890, à 10 000 après 1910[réf. nécessaire] et jusqu'à 50 000 dans les années 1930.
Les populations de baleines se sont alors réduites dans d'importantes proportions. De nombreuses espèces de baleines furent [Quand ?] considérées comme en voie de disparition par l'effet de la chasse intensive, comme Balaena mysticetus ou baleine franche du Groenland.

## Commission baleinière internationale
La Convention internationale pour la réglementation de la chasse à la baleine est signée le 2 décembre 1946 par une quinzaine de nations. Elle a pour objectif de permettre la conservation judicieuse des populations de baleines et le développement ordonné de l’industrie baleinière. La Commission baleinière internationale est instituée en 1948 selon les termes de la Convention et sa première réunion plénière a lieu en 1949 à Londres. Certaines mesures des textes précédents que sont la Convention pour la réglementation de la chasse à la baleine, dite Convention de Genève (1931) et l’Accord international pour la réglementation de la chasse à la baleine (1937), sont reprises par la CBI, protégeant notamment espèces (baleines franches, baleines grises).
Les premières mesures de gestion de la chasse baleinière ont toutefois un effet désastreux. Ainsi, le système de conversion appelé « Unité de baleine bleue » (BWU, Blue Whale Unit) qui établit des équivalences entre les différentes espèces de baleines à fanons en fonction de la quantité moyenne d'huile pouvant en être tirée (1 baleine bleue = 2 rorquals communs = 2,5 baleines à bosse = 6 rorquals de Rudolphi), ainsi que la mise en place d'un quota global pour toutes les nations baleinières va provoquer le massacre des plus grandes baleines et amener leurs populations au bord de l'extinction. Ce n'est que dans les années 1960 que des quotas par pays seront adoptés, et en 1972 que l'Unité de baleine bleue sera abolie.
Ces changements forceront quelques nations à renoncer complètement à la chasse (Royaume-Uni, Pays-Bas), leur industrie baleinière n'étant plus rentable. Dans les années 1970, seuls le Japon et l'URSS continuent de chasser en Antarctique. La CBI utilise alors un système de gestion hérité des autres pêcheries appelé « Nouvelle Procédure de Gestion » (NMP, New Management Procedure) qui va permettre la protection progressive des espèces menacées telles que le rorqual commun en 1975.
En 1982, une interdiction sur la chasse à la baleine dite commerciale (moratoire) sera adoptée par une majorité des trois quarts des membres de la CBI. Le Japon, la Norvège, l'URSS et le Pérou y feront objection, mais le Japon retirera son objection en 1985 et acceptera le moratoire en 1987. À partir de cette même année, il s'engage dans un programme de recherche scientifique controversé sur les cétacés en Antarctique prévoyant la capture de 300 rorquals de Minke par an. Il entreprend un autre programme, dans le Pacifique Nord cette fois, à partir de 1994.
En 1993, la Norvège qui avait cessé ses activités baleinières reprend la chasse commerciale de rorquals de Minke au large de ses côtes en vertu de son objection au moratoire.
Selon les défenseurs des baleines, la disparition de la baleine ne peut toujours pas être écartée pour plusieurs raisons :
- la pollution des océans présente un risque supplémentaire pour les cétacés d'aujourd'hui ;
- l'exploitation à grande échelle n'est pas totalement arrêtée (par exemple, certains pays ont négocié des exemptions pour entretenir la « recherche scientifique »).

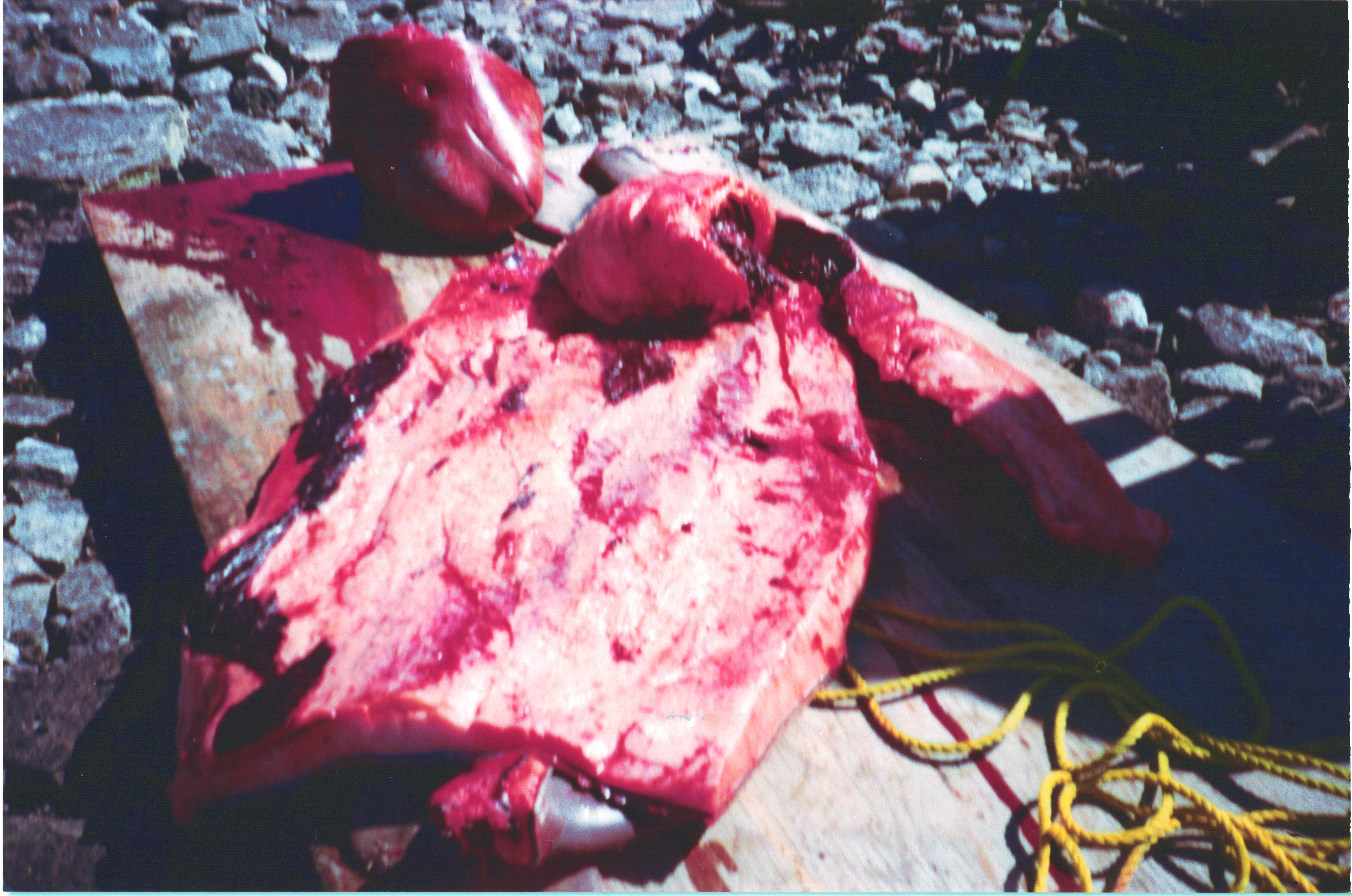
Jeune béluga découpé et mangé sur la plage du village Inuit de Salluit au Québec, juillet 2001. Cette année-là, chacune des trois régions Inuit du grand nord québécois a dépassé son quota en chassant trois fois plus de bélugas que le chiffre pour que leur population soit stable.

Aujourd'hui seuls quelques pays pratiquent encore la chasse malgré le moratoire institué dès 1985/1986 :
- Le Japon dans le cadre de permis spéciaux pour la recherche scientifique décrits à l'article 8 de la Convention baleinière (également dans le sanctuaire baleinier de l'océan Austral) ;
- La Norvège et l'Islande (qui annonce une suspension temporaire de la pratique à l'été 2023[15]) exclusivement au large de leurs côtes ;
- Les Inuits et quelques populations côtières de l'Alaska, de la Sibérie, du Canada ou des Caraïbes continuent à pratiquer une chasse aborigène de subsistance.

Lors de la réunion annuelle de la Commission baleinière internationale du 18 juin 2006 et avec le soutien des petits États insulaires des Caraïbes ou du Pacifique, le Japon et les autres pays baleiniers (Norvège, Islande, Danemark) ont obtenu le vote de la Déclaration de St.Kitts et Nevis par 33 voix pour, 32 contre et une abstention. Cette déclaration affirmant que le moratoire sur la chasse commerciale n'est « dorénavant plus nécessaire », est non contraignante pour ses signataires, et n'entraîne pas de levée dudit moratoire. Le Dr. Joth Singh, Directeur de la Protection de la Faune et de l'Habitat d'IFAW, une ONG opposée à la chasse à la baleine, a déclaré que « c'est une attaque furtive portée à la CBI. Après avoir subi un échec sur chaque proposition soumise à cette réunion, les pays qui continuent à chasser la baleine et leurs alliés ont concocté un accord non contractuel, l'ont fait jaillir devant la commission et ont poussé à ce qu'il soit soumis aux votes. Ils veulent tuer les baleines, et ils sont prêts à tuer la Commission pour y parvenir. Mais cette manœuvre n'est pas l'estocade, simplement un coup de banderille ».
L'Australie et la Nouvelle-Zélande, farouches défenseurs du moratoire, aux côtés d'autres pays tels la France, les États-Unis et le Royaume-Uni ont dénoncé avec virulence ces votes qu'ils considèrent obtenus en échange d'aides financières. Le Japon observe le moratoire, mais effectue, tout comme l'Islande, des pêches de baleines pour la « recherche scientifique », très contestée par les écologistes. La Norvège a pris le parti d'ignorer le moratoire. Ces trois pays ont prélevé 1 500 baleines en 2009, 1 179 en 2013,.
Pour Bob Brownell, de la National Oceanic and Atmospheric Administration, aux États-Unis, la chasse scientifique n'est que de la chasse commerciale à la baleine déguisée. Arne Bjørge, président du comité scientifique de la CBI jusqu'en 2009 a déclaré que la « contribution du Japon à la recherche sur les cétacés en Antarctique était considérable et même cruciale pour le comité scientifique (de la CBI) ».
Lors de la réunion de la commission en 2012, la Corée du Sud a annoncé vouloir reprendre la chasse à la baleine, dans le cadre d'une « recherche scientifique ». La Corée du Sud autorise déjà la vente de viande de baleines attrapées accidentellement dans les filets de pêche, mais le taux élevé de ces captures fait dire aux associations environnementales que les bêtes sont tuées délibérément. Une centaine de baleines, la plupart des petits rorquals, seraient attrapées tous les ans.
Le Japon annonce fin décembre 2018 reprendre la pêche commerciale au mois de juillet et se retire de la Commission baleinière internationale. Le gouvernement indique toutefois que la pêche ne concernera pas les eaux de l’Antarctique et de l'hémisphère sud et ne dépassera pas les limites des eaux territoriales japonaises, tout en respectant les quotas calculés par la CBI pour ne pas épuiser les ressources. Cette décision reste largement critiquée, entre autres, par Greenpeace ou encore des responsables politiques australiens,. Ces derniers saluent néanmoins le retrait de l'Antarctique, puisqu'un projet y promettant la création d'un sanctuaire traîne depuis vingt ans[Quand ?] à la suite des blocages du Japon, de la Norvège et de l'Islande.

## JARPA: programme de recherche scientifique japonais
L'objectif du Japon est la reprise de la chasse commerciale à la baleine, et sa politique se base sur des arguments scientifiques, de droit international, et de diversité culturelle. Les programmes de recherche japonais emploient des méthodes létales qui rencontrent de fortes oppositions. Le Japon estime que ces oppositions sont des réactions émotives et anti-baleinières, basées sur le malentendu et la désinformation. Il considère qu'elles nuisent à la tenue de négociations internationales, provoquant des dysfonctionnements et conflits au sein de la CBI. Il accuse ses adversaires d'avoir pour objectif l'arrêt total de la chasse commerciale et scientifique, ce qui est en contradiction selon lui avec les termes du moratoire sur la chasse commerciale à la baleine. Selon le Japon, ce moratoire doit à terme permettre la reprise de la chasse commerciale de façon raisonnée, lorsque les stocks de baleines auront été reconstitués.
Le Japon a commencé son programme de recherche dans l'Antarctique (JARPA) en 1987/1988, afin de collecter des informations sur la structure des stocks et la biologie des baleines, dans le but de reprendre à terme la chasse commerciale à la baleine de façon durable. Ce programme de recherche a été prolongé par le programme JARPA II en 2005/2006. Le Japon se fonde sur la règlementation de la CBI pour conduire son programme, les membres de la CBI ayant le droit selon l'article 8 de la Convention internationale pour la réglementation de la chasse à la baleine (CIRCB) d'émettre des permis spéciaux de chasse scientifique, et affirme que c'est le règlement de la CIRCB qui exige que la viande de baleine issue de cette chasse soit utilisée autant que possible. Le Japon poursuit le but fixé par la CBI d’assurer « la conservation judicieuse de l'espèce baleinière et, partant, de rendre possible le développement ordonné de l’industrie baleinière ».
De 1987 à 2006, 182 documents scientifiques ont été présentés à la CBI, et 91 articles ont été publiés. Le programme JARPA concernait la chasse à la Baleine de Minke (ou rorqual de Minke, ou petit rorqual). Le Japon lance en 2005 le programme JARPA II qui ajoute des quotas pour deux nouvelles espèces : baleine à bosse et rorqual commun. Le gouvernement japonais acceptera toutefois de suspendre le quota des baleines à bosse tant que les discussions sur le « Futur de la CBI » sont en cours. En 2004/2005, le prélèvement annuel effectué par la recherche scientifique japonaise s'élevait à environ 400 spécimens de rorquals de Minke antarctiques, pour un total de capture d'environ 6 777 depuis 1987/1988. Se basant sur les résultats de ses recherches, le Japon a demandé sans succès la levée du moratoire sur la chasse commerciale à la baleine, et exprimé l'intention d'augmenter ses prélèvements dans un cadre scientifique jusqu'à 850 rorquals de Minke antarctiques par an.
Ces recherches consistent à capturer un spécimen, puis effectuer des prélèvements de tissus. Le reste de l'animal est débité, et sa chair est commercialisée au Japon, ou simplement détruite, sous la direction du gouvernement, selon l'article 8.2 de la convention de la CBI. Les fonds ainsi levés servent à couvrir les frais des programmes de recherche.
Le 31 mars 2014, la Cour internationale de justice (CIJ) ordonne l'arrêt de la chasse à la baleine dans l'océan Antarctique par les Japonais. Dans son avis, le juge Peter Tomka explique : « Les permis spéciaux ne sont pas délivrés en vue de recherche scientifique. Des considérations financières, plutôt que des critères purement scientifiques, sont intervenues dans la conception du programme. » Le Japon a affirmé qu'il respectera la décision de la Cour. Le 3 avril, l'agence des pêches japonaise confirme qu'elle renonce à sa prochaine campagne dans l'Antarctique, pour la première fois depuis 27 ans, mais va continuer de chasser des baleines dans l'océan Pacifique nord. Les autorités ont de plus annoncé qu'elles soumettraient à la commission baleinière internationale « d'ici à la fin de l'année 2014 » un nouveau programme scientifique pour la saison 2015-2016, JARPA III. Cette campagne reprend ainsi le 1er décembre 2015.
Les navires de la flotte japonaise se compose du Shōnan Maru 1, du Shōnan Maru 2, du Yushin Maru 2 et du Yushin Maru 3.
Le gouvernement japonais se retire de la commission baleinière internationale en décembre 2018 et reprend officiellement la chasse commerciale en juillet 2019.

### Filmographie
- 1972 : Vive la baleine, court-métrage documentaire de Chris Marker